# Géographie des Seychelles
Plus petit pays d'Afrique, les Seychelles forment un État insulaire situé dans le nord-ouest de l'océan Indien, à environ 1 060 km au nord-est de Madagascar et  1 300 km au sud-est de la  Somalie. Le pays est constitué d'un archipel de 115 îles tropicales réparties en îles granitiques et coralliennes. Seules trente-trois îles sont habitées.
Plusieurs classifications existent pour présenter les îles, selon leur nature géologique, ou plus généralement leur distance à l'île principale.

## Géographie physique

### Un territoire en archipel

#### Les îles intérieures

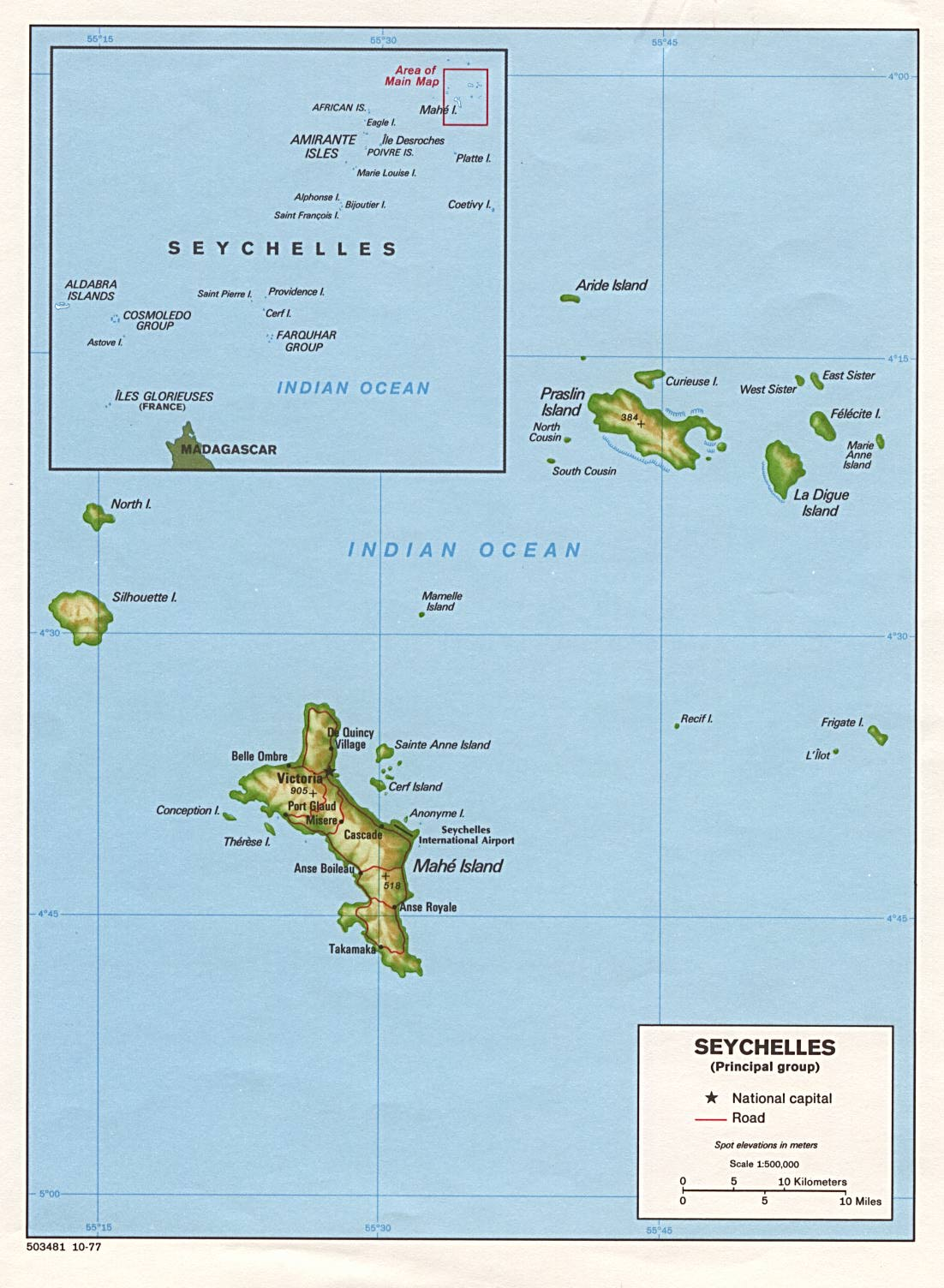
Carte des Seychelles

Les îles intérieures désignent en fait un groupement de 43 îles (hors îles artificielles de Mahé) d'une superficie totale de 243,7 km2, soit 54 % de la superficie totale des Seychelles, mais regroupant plus de 98 % de la population. On les qualifie souvent d'îles proches (de l'île principale, Mahé).
Le groupe granitique est constitué des 41 îles granitiques, toutes situées dans un rayon de 56 km de l'île principale de Mahé. Ces îles présentent un relief marqué constitué d'une bande côtière étroite entourant une partie centrale montagneuse, dont le point culminant est  905 m au Morne Seychellois, sur l'île de Mahé. Les plus importantes sont par ordre décroissant :
- Mahé, avec une superficie de 142 km2 abritant la capitale Victoria,
- Praslin,
- Silhouette,
- La Digue,
- Frégate,
- Curieuse,
- North,

Les îles coralliennes, à 90 km au nord, constituent le reste des Îles intérieures :
- L'Île aux Oiseaux (Bird),
- Denis

#### Les îles extérieures

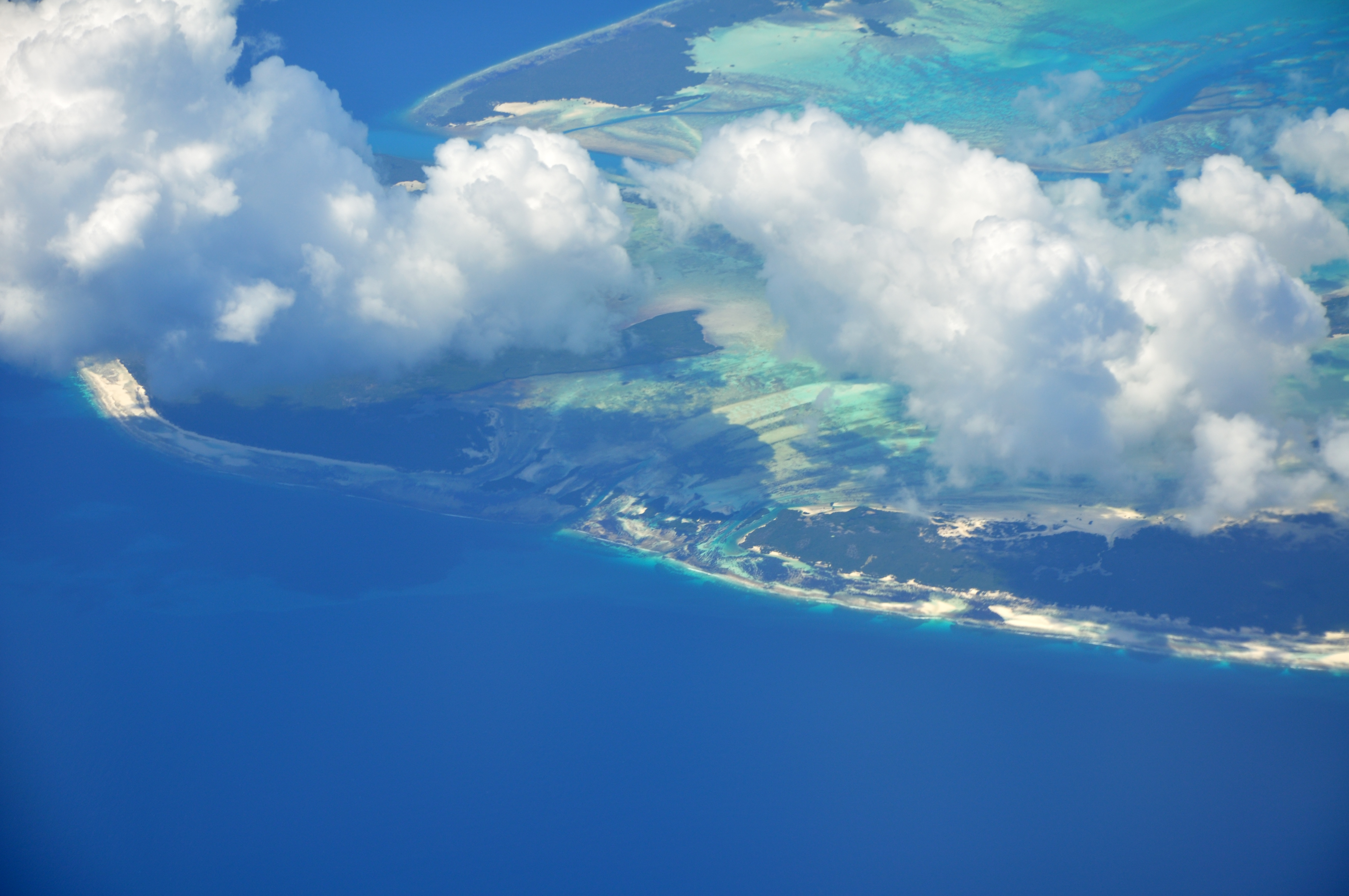
Parc marin des Seychelles

Elles se répartissent en cinq groupes :
- le groupe corallien méridional comprenant l'île Coëtivy et l'île Platte ;
- les îles Amirante comprenant l'atoll Saint-Joseph, l'île Desroches, les îles Poivre et une dizaine d'autres îles ou cayes ;
- le groupe Alphonse comprenant l'atoll Alphonse et l'atoll Saint-François ;
- le groupe d'Aldabra comprenant l'atoll Aldabra, l'île de l'Assomption, l'atoll Cosmoledo et l'île Astove ;
- le groupe Farquhar comprenant l'atoll Farquhar, l'atoll Providence et l'île Saint-Pierre.

La majorité des îlots appartiennent à 4 atolls : Aldabra (46), Cosmoledo (16), Farquhar (10) et Saint-Joseph (13).

### Géologie
Il y a quelque 65 millions d'années, l'archipel a été créé par une conjonction de phénomènes : la séparation du Gondwana en plaque tectonique indienne d'une part et africaine d'autre part, associée à un volcanisme sous-marin, similaire à celui qui a créé Maurice et l'île de La Réunion. Les îles granitiques se trouvent ainsi au centre du Banc des Seychelles, vaste plate-forme continentale (43 000 km2) qui s’étend sur 330 km de long et 180 km de large selon un axe NW-SE.

## Un petit monde sur de grandes distances
L'archipel des Seychelles compte 115 îles et îlots dispersés sur 388 500 km2 mais la superficie n'excède pas 444 km2. 1 110 km séparent la lointaine Aldabra, au sud, de Mahé, l'île principale où est située Victoria, la capitale. Ce sont des îles éloignées. Ces îles relèvent de trois catégories :
- îles totalement protégées et quasiment inaccessibles : elles sont placées sous l'autorité de Seychelles Island Fundation qui les gère avec le soutien d'organisations internationales de protection de la nature,
- îles valorisées en agriculture : sous l'autorité de Island Development Company (société publique chargée du développement des îles éloignées[3]. Sur chacune de ces îles se trouve une exploitation agricole (agriculture de subsistance, coprah), elles ne sont pas ouvertes au tourisme. Ces îles superbes sont extrêmement fragiles, toutes n'ont pas d'eau douce et la vie des ouvriers y est rude,
- îles ouvertes au tourisme : assez peu nombreuses mais plusieurs projets existent pour concéder des îles à des compagnies hôtelières.

Outre les aéroports de Mahé et Praslin, 13 îles disposent d'un aérodrome.
Par ailleurs, certaines îles sont privées – à l'exemple de l'île d'Arros – mais le gouvernement cherche à en récupérer la pleine propriété.
L'île Desroches est la seule île des Amirantes ouverte au public, avec un seul hôtel (5* ) comptant 20 suites. L'île est totalement plate (altitude maximale : 1,2 m) et ses plages sont réputées parmi les plus belles du monde, elle offre un choix spectaculaire de plongées réputées dans le monde entier car l'île est entourée d'un tombant de 45 m à 200 m du rivage et un tunnel passe sous l'île à 32 m de profondeur. La longueur de l'île est de 7,3 km et sa largeur maximale de 0,9 km. Une ferme de coprah y est en activité. Une vingtaine de villas sont en cours de construction en dépit de vives protestations écologistes.